# Didymaea floribunda
Didymaea floribunda är en måreväxtart som beskrevs av Jerzy Rzedowski. Didymaea floribunda ingår i släktet Didymaea och familjen måreväxter. Inga underarter finns listade i Catalogue of Life.